# أليكسي بوبيرين
أليكسي بوبيرين (مواليد 5 أغسطس 1999) هو لاعب تنس محترف أسترالي، أعلى تصنيف له في الفردي كان ال59 في نوفمبر 2021.

## روابط خارجية
- أليكسي بوبيرين على موقع رابطة محترفي التنس (الإنجليزية)
- أليكسي بوبيرين على موقع الاتحاد الدولي لكرة المضرب (الإنجليزية)
- أليكسي بوبيرين على موقع كأس ديفيز (الإنجليزية)
- أليكسي بوبيرين على موقع اتحاد التنس الأسترالي (الإنجليزية)
- أليكسي بوبيرين على موقع خلاصة التنس.كوم (الإنجليزية)
- أليكسي بوبيرين على موقع إي إس بي إن.كوم (الإنجليزية)
- أليكسي بوبيرين على موقع اللجنة الأولمبية الدولية (الإنجليزية)
- أليكسي بوبيرين على موقع اللجنة الأولمبية الأسترالية (الإنجليزية)